# Haplopteris
Haplopteris is een geslacht uit de lintvarenfamilie (Pteridaceae). De soorten komen voor van de (sub)tropische delen van de Oude Wereld tot in het Pacifisch gebied.

## Soorten
- Haplopteris alternans (Copel.) S.Linds. & C.W.Chen
- Haplopteris amboinensis (Fée) X.C.Zhang
- Haplopteris anguste-elongata (Hayata) E.H.Crane
- Haplopteris angustifolia (Blume) E.H.Crane
- Haplopteris angustissima (Holttum) S.Linds.
- Haplopteris capillaris (Copel.) C.W.Chen, S.Linds. & K.T.Yong
- Haplopteris centrochinensis (Ching ex J.F.Cheng) Y.H.Yan, Z.Y.Wei & X.C.Zhang
- Haplopteris dareicarpa (Hook.) S.Linds. & C.W.Chen
- Haplopteris doniana (Mett. ex Hieron.) E.H.Crane
- Haplopteris elongata (Sw.) E.H.Crane
- Haplopteris ensata (Christ) C.W.Chen & S.Linds.
- Haplopteris ensiformis (Sw.) E.H.Crane
- Haplopteris flexuosa (Fée) E.H.Crane
- Haplopteris fudzinoi (Makino) E.H.Crane
- Haplopteris graminea (Poir.) C.W.Chen, S.Linds. & Schuettp.
- Haplopteris guineensis (Desv.) E.H.Crane
- Haplopteris heterophylla C.W.Chen, Y.H.Chang & Yea C.Liu
- Haplopteris hirta (Fée) S.Linds.
- Haplopteris humblotii (Hieron.) S.Linds. & C.W.Chen
- Haplopteris longicoma (Christ) E.H.Crane
- Haplopteris malayensis (Holttum) E.H.Crane
- Haplopteris mediosora (Hayata) X.C.Zhang
- Haplopteris microlepis (Hieron.) Mazumdar
- Haplopteris mindanaoensis S.Linds. & C.W.Chen
- Haplopteris owariensis (Fée) E.H.Crane
- Haplopteris pluridichotoma (Bonap.) C.W.Chen, S.Linds. & Cicuzza
- Haplopteris plurisulcata (Ching) X.C.Zhang
- Haplopteris reekmansii (Pic.Serm.) C.W.Chen & S.Linds.
- Haplopteris schaeferi (Hieron.) C.W.Chen & S.Linds.
- Haplopteris schliebenii (Reimers) Schuettp.
- Haplopteris scolopendrina (Bory) C.Presl
- Haplopteris sessilifrons (Miyam. & H.Ohba) S.Linds.
- Haplopteris sikkimensis (Kuhn) E.H.Crane
- Haplopteris stenophylla (Copel.) C.W.Chen & S.Linds.
- Haplopteris taeniophylla (Copel.) E.H.Crane
- Haplopteris volkensii (Hieron.) E.H.Crane
- Haplopteris winitii (Tagawa & K.Iwats.) S.Linds.
- Haplopteris yakushimensis C.W.Chen & Ebihara
- Haplopteris zosterifolia (Willd.) E.H.Crane